# Layes Abdullayeva
Layes Abdullayeva (Addis Abeba, 29 maggio 1991) è una mezzofondista e siepista etiope naturalizzata azera.

## Palmarès
| Anno | Manifestazione    | Sede       | Evento        | Risultato | Prestazione | Note |
| ---- | ----------------- | ---------- | ------------- | --------- | ----------- | ---- |
| 2009 | Europei juniores  | Novi Sad   | 1500 m piani  | Argento   | 4'16"63     |      |
| 2009 | Europei juniores  | Novi Sad   | 3000 m siepi  | Argento   | 9'55"95     |      |
| 2010 | Mondiali indoor   | Doha       | 3000 m piani  | 7ª        | 8'57"59     |      |
| 2010 | Mondiali juniores | Moncton    | 3000 m siepi  | Bronzo    | 8'55"33     |      |
| 2010 | Europei           | Barcellona | 3000 m siepi  | 6ª        | 9'34"75     |      |
| 2011 | Europei indoor    | Parigi     | 3000 m piani  | Bronzo    | 9'00"37     |      |
| 2011 | Europei under 23  | Ostrava    | 5000 m piani  | Oro       | 15'29"47    |      |
| 2011 | Europei under 23  | Ostrava    | 10000 m piani | Oro       | 32'18"05    |      |
| 2011 | Universiadi       | Shenzhen   | 5000 m piani  | 5ª        | 16'03"13    |      |
| 2012 | Mondiali indoor   | Istanbul   | 3000 m piani  | Batteria  | 9'08"41     |      |
| 2012 | Europei           | Helsinki   | 5000 m piani  | 14ª       | 15'33"88    |      |
| 2012 | Giochi olimpici   | Londra     | 5000 m piani  | Batteria  | 15'45"69    |      |
| 2013 | Europei indoor    | Göteborg   | 3000 m piani  | Batteria  | dnf         |      |
| 2013 | Europei under 23  | Tampere    | 5000 m piani  | Oro       | 15'51"72    |      |